# Faruk I
Faruk I, arab. ‏فاروق الأول‎ (ur. 11 lutego 1920 w Kairze, zm. 18 marca 1965 w Rzymie) – król Egiptu i Sudanu w 1936–1952.
Jego pełny tytuł: „Jego Wysokość Faruk I z łaski Boga Król Egiptu i Sudanu, Suweren Nubii, Kordofanu i Darfuru”.

## Młodość

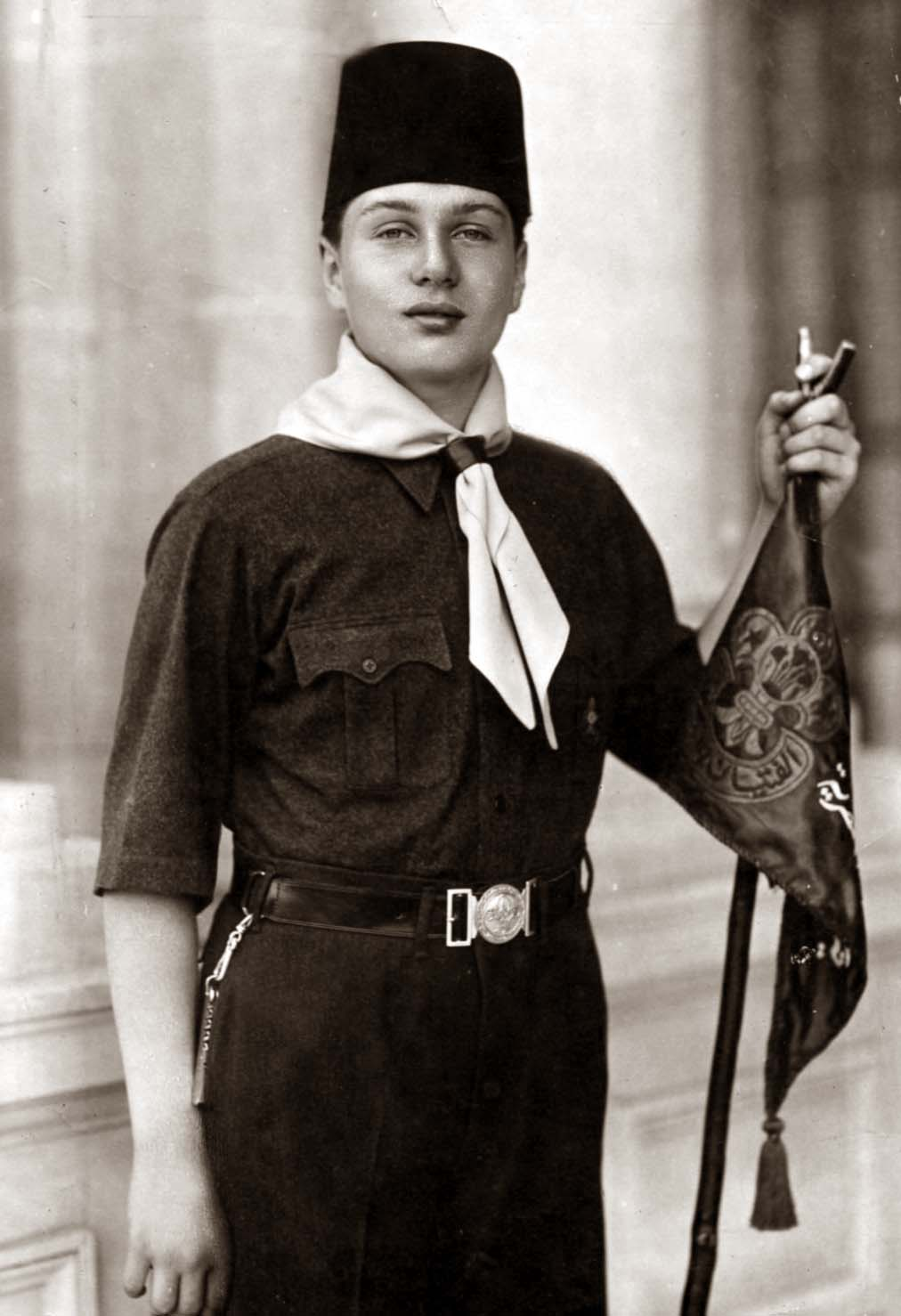
Książę Faruk w mundurze egipskiego skauta, 1933

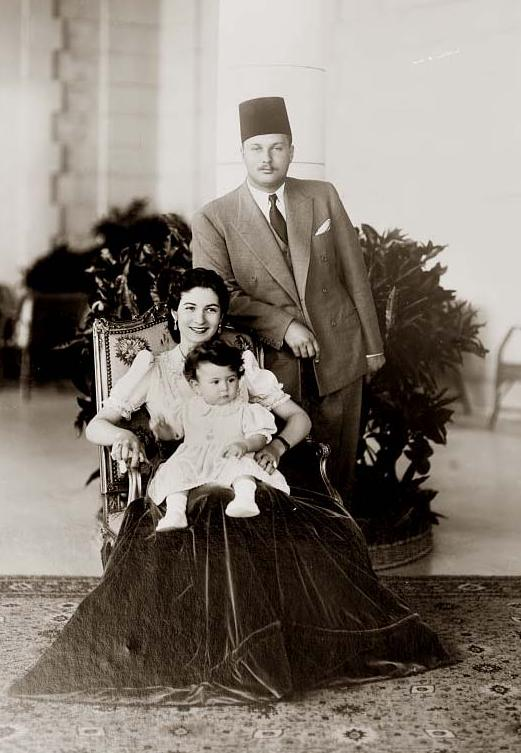
Król Faruk I z królową Faridą i księżniczką Firjal ok. 1940

Urodził się w Pałacu Abidin w Kairze. Był pra-prawnukiem Muhammada Alego i synem króla Egiptu Fu’ada I. Miał pochodzenie albańskie, czerkieskie, tureckie, francuskie i greckie, z czego trzy ostatnie za pośrednictwem swojej matki Nazli Sabri .
We wczesnej młodości należał do egipskiej federacji skautingu. Jako książę koronny otrzymał gruntowne wykształcenie. W październiku 1935 rozpoczął naukę w Królewskiej Akademii Wojskowej Woolwich w Londynie.

## Król Egiptu
Przedwczesna śmierć ojca zmusiła Faruka do powrotu do kraju. Przejął on panowanie po swoim ojcu, jednak miał tylko szesnaście lat i z powodów formalnych, jako niepełnoletni, nie mógł objąć tronu. W związku z tym wyznaczono Radę Regencyjną, która sprawowała władzę w jego imieniu. W tym czasie wyjaśniono wszystkie procedury prawne i w dniu 29 lipca 1937 odbyła się uroczystość koronacji. Według konstytucji egipskiej pełnoletniość królewską ustalono na 18 lat księżycowych i ten wiek Faruk I osiągnął tego dnia.
Podobnie jak ojciec, Faruk I odrzucał ustrój demokratyczny, oficjalnie panujący w kraju od 1922. Zapowiedział wprawdzie reformy socjalne, jednak nigdy ich nie wprowadził. Z powodu nieudolnych i nepotycznych rządów i osobistego bogacenia się kosztem narodu początkowo popularny król szybko stracił poparcie ludności. Dodatkowo jego niewłaściwe decyzje polityczno-gospodarcze pogłębiły kryzys ekonomiczny.
W polityce zagranicznej okres rządów Faruka I odznaczał się przede wszystkim konfliktem z Wielką Brytanią. Chociaż na mocy umowy z 26 sierpnia 1936 ograniczono wojskową obecność Brytyjczyków do obszaru Kanału Sueskiego, to jednak podczas II wojny światowej wojska brytyjskie ponownie zajęły cały kraj. Faruk I nie zgadzał się z tym i był pozytywnie nastawiony do państw Osi. Z tego powodu Egipt nigdy nie przystąpił do działań wojennych i zachował neutralność aż do ostatniego roku wojny. Przez całą wojnę w królewskim pałacu w Kairze przebywali włoscy dyplomaci, na których internowanie Faruk nie wyrażał zgody. Faruk wysyłał także listy do niemieckiego feldmarszałka Erwina Rommla, zapewniając go, że inwazja na Egipt będzie mile widziana, ponieważ pomoże w wyzwoleniu kraju spod panowania brytyjskiego. Pod dużym naciskiem Wielkiej Brytanii, Faruk przystąpił do wojny dopiero w 1945, gdy walki w Afryce Północnej zostały już dawno zakończone. Po wojnie Brytyjczycy ponownie wycofali większość swoich wojsk z Egiptu.
W latach 1948–1949 egipskie wojska wzięły udział w I wojnie izraelsko-arabskiej, w wyniku której Liga Państw Arabskich utraciła 78% terytorium Palestyny. Pod egipską kontrolą znalazła się jedynie Strefa Gazy. Duże straty poniesione podczas tej wojny były przyczyną wzrostu niezadowolenia społecznego.
W dniu 23 lipca 1952 grupa egipskich wojskowych przeprowadziła zamach stanu, na którego czele stanęli Muhammad Nadżib i Gamal Abdel Nasser. Zamach stanu zapoczątkował rewolucję egipską. Król Faruk I został zmuszony do abdykacji na rzecz swojego nieletniego syna Fu’ada II (miał zaledwie pół roku). Małoletniego króla reprezentowała przez pewien czas w kraju Rada Regencyjna pod przewodnictwem księcia Muhammada Abdula Moneima.
Sam obalony król Faruk I udał się na wygnanie do Włoch, gdzie mieszkał aż do śmierci. Zmarł podczas posiłku w restauracji w Rzymie. Jego ciało przewieziono do Egiptu i tam pochowano.

## Małżeństwa i dzieci
Faruk I był według oficjalnych źródeł dwukrotnie żonaty:
- W 1938 w Kairze poślubił swoją pierwszą żonę Faridę. Pochodziła ona z egipskiej rodziny szlacheckiej, o tureckich korzeniach. W listopadzie 1948 rozwiedli się. Mieli troje dzieci:
  - księżniczka Firjal (1938–2009) – wyszła za mąż za Szwajcara, Jean-Pierre’a Perretena
  - księżniczka Fauzijja (1940–2005)
  - księżniczka Fadija (1943–2002) – wyszła za mąż za Szwajcara, Pierre’a Alexievitcha Orloffa
- W 1951 w Kairze poślubił swoją drugą żonę Nariman Sadik. Pochodziła ona z egipskiej rodziny szlacheckiej. W lutym 1954 rozwiedli się. Mieli jedno dziecko:
  - król Fu’ad II

Włoska śpiewaczka operowa Irma Capece Minutolo wyznała w wywiadzie w 2005, że król Faruk poślubił ją w 1957 „zgodnie z tradycją islamską”. Nie zostało to jednak potwierdzone.

## Odznaczenia
Egipskie
- Wielki Mistrz Orderu Mohameda Alego
- Wielki Mistrz Orderu Ismaila
- Wielki Mistrz Orderu Nilu
- Wielki Mistrz Orderu Doskonałości
- Łańcuch Fuada I – fundator w 1936

Zagraniczne
- Order Łaźni I kl. (Wlk. Brytania)
- Łańcuch Wiktoriański (Wlk. Brytania)
- Order Serafinów (1937, Szwecja)
- Order Annuncjaty (Włochy)
- Order śś. Maurycego i Łazarza I kl. (Włochy)
- Order śś. Cyryla i Metodego (Bułgaria)
- Order Domowy Chakri (Syjam)
- Order Haszymitów (Irak)
- Order Salomona z łańcuchem (Etiopia)
- Order Pahlawiego z łańcuchem (1938, Iran)
- Order Wielkiego Słońca z łańcuchem (1947, Afganistan)
- Order Husseina ibn Alego z łańcuchem (1949, Jordania)
- Order Odrodzenia I kl. z brylantami (1948, Jordania)
- Order Orła Czarnego z łańcuchem (Albania)
- Order Chryzantemy z łańcuchem (Japonia)
- Order Idrysa I z łańcuchem (1949, Libia)
- Order Umajjadów I kl. (Syria)
- Order Zbawiciela I kl. (1938, Grecja)
- Order Leopolda I kl. z mieczami (Belgia)
- Order Legii Honorowej I kl. (1937, Francja)[10]
- Order Smoka Annamu I kl. (Francja/Wietnam)
- Order Lwa Niderlandzkiego I kl. (1938, Holandia)
- Order Lwa Białego I kl. z łańcuchem (Czechosłowacja)
- Order Gwiazdy Jerzego Czarnego I kl. (Jugosławia)
- Order Izabeli Katolickiej I kl. z łańcuchem (1951, Hiszpania)[11]
- Order Karola I I kl. z łańcuchem (Rumunia)
- Order św. Karola I kl. (Monako)
- Order Orła Białego (Polska)[polskie źródła nie potwierdzają nadania]
- Wstęga Dwóch Orderów (1951, Portugalia)[12][13]:
  - Order Chrystusa I kl.
  - Order Avis I kl.
- Order Wieży i Miecza I kl. (1951, Portugalia)[13]
- Legia Zasługi I kl. (St. Zjednoczone)